# Tzipora Obziler
Tzipora Obziler, née le 19 avril 1973 à Tel Aviv, appelée aussi Tzipi Obziler (ציפי אובזילר), est une joueuse de tennis israélienne. Professionnelle d'avril 1997 à août 2009, elle a fait partie des meilleures joueuses israéliennes de son époque, derrière Anna Smashnova puis Shahar Peer.
En 2006, elle atteint les demi-finales des tournois de Bangalore et Guangzhou. La saison suivante, à plus de trente-quatre ans, elle se hisse en finale du tournoi de Guangzhou, perdant face à Virginie Razzano, tête de série numéro deux de l'épreuve.

## Biographie
Elle est née à Givatayim, en Israël. Elle est de confession juive. Obziler parle l'hébreu et l'anglais. Après avoir obtenu son diplôme d'études secondaires, elle a servi deux ans dans les Forces de défense israéliennes (FDI ; l'armée israélienne). Obziler a suivi des cours à l'Université Old Dominion à Norfolk, en Virginie.
En 2007, Hadas, sa compagne donne naissance à une fille, Lihi. Obziler a pris une pause dans le tennis professionnel à la naissance du bébé et est revenu jouer en 2008.

### Carrière sportive
Tzipora Obziler atteint son sommet en carrière en simple au 75e rang mondial le 8 juillet 2007, et son sommet en carrière en double au 149e rang le 10 avril 2000.
Le 13 août 2009, elle annonce qu'elle met un terme à sa carrière.

## Palmarès

### Titre en simple dames
Aucun

### Finale en simple dames
| No | Date       | Nom et lieu du tournoi                | Catégorie | Dotation  | Surface    | Vainqueure       | Score    |          |
| -- | ---------- | ------------------------------------- | --------- | --------- | ---------- | ---------------- | -------- | -------- |
| 1  | 24/09/2007 | International Women’s Open, Guangzhou | Tier III  | 175 000 $ | Dur (ext.) | Virginie Razzano | 6-0, 6-3 | Parcours |

## Parcours en Grand Chelem

### En simple dames
| Année | Open d'Australie | Open d'Australie  | Internationaux de France | Internationaux de France | Wimbledon       | Wimbledon          | US Open         | US Open            |
| ----- | ---------------- | ----------------- | ------------------------ | ------------------------ | --------------- | ------------------ | --------------- | ------------------ |
| 2000  | 1er tour (1/64)  | Angélica Gavaldón | -                        | -                        | -               | -                  | -               | -                  |
| 2004  | 2e tour (1/32)   | Nathalie Dechy    | 1er tour (1/64)          | Shenay Perry             | -               | -                  | 2e tour (1/32)  | Justine Henin      |
| 2005  | 2e tour (1/32)   | Anastasia Myskina | -                        | -                        | -               | -                  | -               | -                  |
| 2006  | 1er tour (1/64)  | Olga Savchuk      | -                        | -                        | -               | -                  | -               | -                  |
| 2007  | 1er tour (1/64)  | Vera Zvonareva    | 2e tour (1/32)           | Dinara Safina            | 1er tour (1/64) | Michaëlla Krajicek | 1er tour (1/64) | Caroline Wozniacki |
| 2008  | 1er tour (1/64)  | Elena Dementieva  | 1er tour (1/64)          | Venus Williams           | 1er tour (1/64) | Alisa Kleybanova   | -               | -                  |

À droite du résultat, l’ultime adversaire.

### En double dames
| Année | Open d'Australie              | Open d'Australie         | Internationaux de France    | Internationaux de France   | Wimbledon                     | Wimbledon         | US Open | US Open |
| ----- | ----------------------------- | ------------------------ | --------------------------- | -------------------------- | ----------------------------- | ----------------- | ------- | ------- |
| 2007  | -                             | -                        | 1er tour (1/32) E. Bychkova | L. Domínguez Arantxa Parra | 1er tour (1/32) A. Harkleroad | Peng Shuai Yan Zi | -       | -       |
| 2008  | 1er tour (1/32) A. Harkleroad | L. Granville V. Uhlířová | -                           | -                          | -                             | -                 | -       | -       |

Sous le résultat, la partenaire ; à droite, l’ultime équipe adverse.

## Parcours aux Jeux olympiques

### En simple dames
| # | Date       | Nom de l'olympiade  | Surface    | Résultat        | Ultime adversaire | Score         |          |
| - | ---------- | ------------------- | ---------- | --------------- | ----------------- | ------------- | -------- |
| 1 | 11/08/2008 | Olympic Games Pékin | Dur (ext.) | 1er tour (1/32) | Mariya Koryttseva | 5-7, 7-5, 6-4 | Parcours |

### En double dames
| # | Date       | Nom de l'olympiade  | Surface    | Résultat        | Partenaire  | Ultimes adversaires        | Score    |          |
| - | ---------- | ------------------- | ---------- | --------------- | ----------- | -------------------------- | -------- | -------- |
| 1 | 11/08/2008 | Olympic Games Pékin | Dur (ext.) | 1er tour (1/16) | Shahar Peer | Gisela Dulko Betina Jozami | 6-3, 6-2 | Parcours |

## Parcours en Fed Cup
| #                                                                       | Date       | Lieu                       | Surface         | Gagnante(s)                          | Perdante(s)                    | Score          |          |
|                                                                         |            |                            |                 |                                      |                                |                |          |
| 2001 - Barrage (groupe mondial I) - Hongrie - Israël - 3 : 0            |            |                            |                 |                                      |                                |                |          |
| 1                                                                       | 21/07/2001 |                            | Terre (ext.)    | Petra Mandula                        | Tzipora Obziler                | 6-2, 1-6, 6-4  | Parcours |
| 1                                                                       | 21/07/2001 | Tzipora Obziler Hila Rosen | Terre (ext.)    | Zsofia Gubacsi Anikó Kapros          | Non joué                       |                | Parcours |
|                                                                         |            |                            |                 |                                      |                                |                |          |
| 2002 - Barrage (groupe mondial I) - États-Unis - Israël - 5 : 0         |            |                            |                 |                                      |                                |                |          |
| 2                                                                       | 20/07/2002 | Springfield                | Dur (ext.)      | Monica Seles                         | Tzipora Obziler                | 6-4, 6-2       | Parcours |
| 2                                                                       | 20/07/2002 | Springfield                | Dur (ext.)      | Lindsay Davenport                    | Tzipora Obziler                | 2-6, 6-1, 7-61 | Parcours |
| 2                                                                       | 20/07/2002 | Springfield                | Dur (ext.)      | Lisa Raymond Meghann Shaughnessy     | Tzipora Obziler Hila Rosen     | 6-3, 6-0       | Parcours |
|                                                                         |            |                            |                 |                                      |                                |                |          |
| 2003 - Barrage (groupe mondial I) - Suisse - Israël - 4 : 1             |            |                            |                 |                                      |                                |                |          |
| 3                                                                       | 19/07/2003 | Winterthour                | Terre (ext.)    | Patty Schnyder                       | Tzipora Obziler                | 6-1, 7-5       | Parcours |
| 3                                                                       | 19/07/2003 | Winterthour                | Terre (ext.)    | Tzipora Obziler                      | Emmanuelle Gagliardi           | 6-3, 7-5       | Parcours |
| 3                                                                       | 19/07/2003 | Winterthour                | Terre (ext.)    | Myriam Casanova Emmanuelle Gagliardi | Tzipora Obziler Shahar Peer    | 6-1, 6-1       | Parcours |
|                                                                         |            |                            |                 |                                      |                                |                |          |
| 2007 - 1er tour (groupe mondial II) - Canada - Israël - 2 : 3           |            |                            |                 |                                      |                                |                |          |
| 4                                                                       | 21/04/2007 | Kamloops                   | Moquette (int.) | Tzipora Obziler                      | Aleksandra Wozniak             | 6-4, 4-6, 6-4  | Parcours |
| 4                                                                       | 21/04/2007 | Kamloops                   | Moquette (int.) | Stéphanie Dubois Marie-Ève Pelletier | Shahar Peer Tzipora Obziler    | 6-3, 4-6, 7-5  | Parcours |
|                                                                         |            |                            |                 |                                      |                                |                |          |
| 2007 - Barrage (groupe mondial I) - Autriche - Israël - 1 : 4           |            |                            |                 |                                      |                                |                |          |
| 5                                                                       | 14/07/2007 | Linz                       | Terre (ext.)    | Tzipora Obziler                      | Yvonne Meusburger              | 6-3, 6-1       | Parcours |
| 5                                                                       | 14/07/2007 | Linz                       | Terre (ext.)    | Tzipora Obziler Shahar Peer          | Melanie Klaffner Tamira Paszek | 6-3, 6-1       | Parcours |
|                                                                         |            |                            |                 |                                      |                                |                |          |
| 2008 - 1/4 de finale (groupe mondial) - Israël - Russie - 1 : 4         |            |                            |                 |                                      |                                |                |          |
| 6                                                                       | 02/02/2008 | Ramat Ha-Sharon            | Dur (ext.)      | Maria Sharapova                      | Tzipora Obziler                | 6-0, 6-4       | Parcours |
| 6                                                                       | 02/02/2008 | Ramat Ha-Sharon            | Dur (ext.)      | Anna Chakvetadze                     | Tzipora Obziler                | 6-4, 6-2       | Parcours |
| 6                                                                       | 02/02/2008 | Ramat Ha-Sharon            | Dur (ext.)      | Dinara Safina Elena Vesnina          | Tzipora Obziler Shahar Peer    | 6-0, 1-6, 6-4  | Parcours |
|                                                                         |            |                            |                 |                                      |                                |                |          |
| 2008 - Barrage (groupe mondial I) - Israël - République tchèque - 2 : 3 |            |                            |                 |                                      |                                |                |          |
| 7                                                                       | 26/04/2008 | Ramat Ha-Sharon            | Dur (ext.)      | Tzipora Obziler                      | Lucie Šafářová                 | 6-0, 3-6, 6-4  | Parcours |
| 7                                                                       | 26/04/2008 | Ramat Ha-Sharon            | Dur (ext.)      | Tzipora Obziler                      | Petra Kvitová                  | 6-3, 6-4       | Parcours |
| 7                                                                       | 26/04/2008 | Ramat Ha-Sharon            | Dur (ext.)      | Iveta Benešová Květa Peschke         | Tzipora Obziler Shahar Peer    | 6-4, 6-3       | Parcours |
|                                                                         |            |                            |                 |                                      |                                |                |          |
| 2009 - 1er tour (groupe mondial II) - Ukraine - Israël - 3 : 2          |            |                            |                 |                                      |                                |                |          |
| 8                                                                       | 07/02/2009 | Kharkiv                    | Dur (int.)      | Alona Bondarenko                     | Tzipora Obziler                | 6-4, 6-4       | Parcours |
| 8                                                                       | 07/02/2009 | Kharkiv                    | Dur (int.)      | Kateryna Bondarenko                  | Tzipora Obziler                | 6-1, 4-6, 6-0  | Parcours |
| 8                                                                       | 07/02/2009 | Kharkiv                    | Dur (int.)      | Alona Bondarenko Kateryna Bondarenko | Tzipora Obziler Shahar Peer    | 6-3, 6-2       | Parcours |
|                                                                         |            |                            |                 |                                      |                                |                |          |
| 2009 - Barrage (groupe mondial II) - Estonie - Israël - 3 : 2           |            |                            |                 |                                      |                                |                |          |
| 9                                                                       | 25/04/2009 | Tallinn                    | Dur (int.)      | Kaia Kanepi                          | Tzipora Obziler                | 6-1, 6-3       | Parcours |
| 9                                                                       | 25/04/2009 | Tallinn                    | Dur (int.)      | Tzipora Obziler                      | Maret Ani                      | 4-6, 7-65, 6-3 | Parcours |
| 9                                                                       | 25/04/2009 | Tallinn                    | Dur (int.)      | Maret Ani Kaia Kanepi                | Tzipora Obziler Shahar Peer    | 1-6, 6-4, 8-6  | Parcours |

## Classements WTA en fin de saison

### En simple
| Année | 1989 | 1990 | 1991 | 1992 | 1993 | 1994 | 1995 | 1996 | 1997 | 1998 | 1999 | 2000 | 2001 | 2002 | 2003 | 2004 | 2005 | 2006 | 2007 | 2008 | 2009 |
| Rang  | 581  | 555  | 588  | 495  | 471  | 477  | 643  | 463  | 326  | 240  | 222  | 203  | 629  | 190  | 129  | 109  | 134  | 110  | 82   | 176  | 316  |

Source : (en) « Classements de Tzipora Obziler », sur le site officiel du WTA Tour

### En double
| Année | 1990 | 1991 | 1992 | 1993 | 1994 | 1995 | 1996 | 1997 | 1998 | 1999 | 2000 | 2001 | 2002 | 2003 | 2004 | 2005 | 2006 | 2007 | 2008 |
| Rang  | 579  | 651  | 510  | 334  | 297  | 608  | 583  | 376  | 401  | 202  | 261  | -    | 798  | 305  | 350  | 190  | 435  | 494  | 252  |

Source : (en) « Classements de Tzipora Obziler », sur le site officiel du WTA Tour